# 笠井嗣夫
笠井 嗣夫（かさい つぎお、1942年 - ）は、日本の詩人、文芸評論家。

## 略歴
- 1942年、北海道生まれ。父はプロレタリア詩人の笠井清[1]。
- 北海道札幌南高等学校を経て、1966年北海道大学文学部卒[2]。
- 大学卒業後は定時制高校教諭。
- 2002年より北海道新聞文学賞詩部門の選考委員。
- 日本ペンクラブ会員。

## 作品リスト

### 単行本
- 飢餓のまつり　笠井嗣夫詩集（1967年、北書房）
- 青い空夢の死骸　詩人たち : 笠井嗣夫詩論集（1979年6月、白馬書房）
- 田村隆一―断絶へのまなざし（1982年8月、沖積舎）
- 夜のつめたい発作　笠井嗣夫詩集（1984年6月、れんが書房新社）
- ことばの現在位置（1994年10月、土曜美術社出版販売）
- ローザ/帰還（2003年7月、思潮社）
- 映画の歓び（2005年10月、響文社）

### 編著
- 狼火―北海道新鋭詩人作品集（1973年、北海道編集センター）
- 宗左近詩集（2002年4月、芸林書房）
- 詩集 炎える母・抄 その他の詩―宗左近対訳詩選集（2011年5月、土曜美術社出版販売）
- デュラスのいた風景　笠井美希遺稿集・デュラス論その他（2018年8月、七月堂）